# Mesaïta
La mesaïta és un mineral de la classe dels òxids. Rep el seu nom del comtat de Mesa (Colorado, Estats Units), a on es troba la seva localitat tipus.

## Característiques
La mesaïta és un òxid divanadat de fórmula química CaMn₅2+(V₂O₇)₃·12H₂O. Altres minerals divanadats són l'engelhauptita, la karpenkoïta, la martyita i la volborthita. Va ser aprovada com a espècie vàlida per l'Associació Mineralògica Internacional l'any 2015. Cristal·litza en el sistema monoclínic com a cristalls en forma de fulles, de fins a 0,1 mil·límetres de llarg. La seva duresa a l'escala de Mohs és 2. És un mineral estructuralment relacionat amb la fianelita, i químicament similar a la palenzonaïta.

## Formació i jaciments
Es troba en blocs d'asfalt associats amb pedra arenisca que conté corvusita i montroseïta. Sol trobar-se associada a altres minerals com: ansermetita, martyita, morrisonita, rossita, metarossita i sherwoodita. Va ser descoberta a la mina Packrat, a Gateway, al Comtat de Mesa (Colorado, Estats Units). Es tracta de l'únic indret on ha estat trobada aquesta espècie mineral.